# Folda (Trøndelag)
Pour les articles homonymes, voir Folda (homonymie).
Le Folda (ou Folla) est un loch et un fjord dans le comté de Trøndelag, en Norvège. Il est situé dans les municipalités de Flatanger, Namsos et Nærøysund. Le grand et large loch est long d’environ 50 kilomètres. Il se rétrécit ensuite en un fjord d’environ 75 kilomètres de long. La partie plus étroite du fjord de Folda est souvent appelée Foldfjorden ou Innerfolda. La majeure partie du fjord est très étroite, certains endroits avec des falaises abruptes. Parmi tous les fjords de la Norvège, c’est lui qui a le plus important rapport entre la longueur et la largeur. Le fjord est traversé par la route norvégienne de comté numéro 17, en utilisant le pont de Folda au village de Foldereid. La plupart des zones autour du fjord sont couvertes de forêts d’épicéas. La zone à l’extérieur du Folda est connue pour ses mers agitées, et a été appelée un cimetière marin (en norvégien : havets kirkegård). On y trouve les petits archipels de Sør-Gjæslingan et Nordøyan.